# Стів Айзерман
Стівен Грегорі «Стів» Айзерман (англ. Stephen Gregory "Steve" Yzerman; 9 травня 1965, Кренбрук, Британська Колумбія ) — колишній професійний канадський хокеїст, нападник, з травня 2010 — генеральний менеджер клубу «Тампа-Бей Лайтнінг». У Національній хокейній лізі грав з 1983. Закінчив кар'єру в 2006 у. Всі сезони виступав лише в одному клубі — «Детройт Ред-Вінгс». Олімпійський чемпіон 2002 у складі збірної Канади.
З «Червоними крилами» Айзерман тричі вигравав Кубок Стенлі (1997, 1998, 2002). У віці 21 рік, перед сезоном 1986/1987, його обрали капітаном команди, яким він залишався до кінця своєї кар'єри. Айзерману належить рекорд по самому тривалому перебуванню на посаді капітана команди НХЛ.
За час своєї кар'єри Айзерман вигравав кілька призів НХЛ, включаючи Нагороду Лестера Пірсона у 1989 році, Приз Конна Смайта у 1998 році, як найціннішому гравцеві плей-оф, Приз Френка Дж. Селке у 2000, як найкращому форварду оборонного плану, і Приз Білла Мастертона у 2003. Також Стів 9 разів брав участь у матчі всіх зірок НХЛ.
3 липня 2006 Айзерман оголосив про відхід зі спорту, завершивши кар'єру на шостій позиції у списку найкращих бомбардирів НХЛ за всю історію. 25 вересня того ж року його призначали віце-президентом команди «Детройт Ред-Вінгс».

## Юність
Народився в 9 травня 1965 року в Кренбруці, Британська Колумбія . Коли Стіву було 10 років, його родина переїхала з Кренбрука в Непін, де він почав серйозно займатися хокеєм, хоча грав і в американський футбол і в бейсбол, а влітку і в роликовий хокей. У місцевому клубі «Непін Райдерс» («Nepean Raiders»), що виступав в юніорській лізі, він грав під 14-м номером. У сезоні 1980/1981 років Айзерман зумів закинути 38 шайб і зробити 54 результативні передачі в п'ятдесяти матчах, що було найкращим показником у лізі. На наступний сезон, у шістнадцятирічному віці, Стів перейшов в команду хокейної ліги Онтаріо «Пітерборо Пітс» і набрав 64 очка. У сезоні 1982/1983 років він покращив свій результат, забивши 42 голи і віддавши 49 результативних передач. Незабаром, у літньому таборі Айзерман взяв собі номер 19, на честь нападника «Нью-Йорк Айлендерс» Браяна Троттьє, гра якого йому дуже подобалася.

## Кар'єра в НХЛ

### Драфт
На драфті 8 червня 1983 Айзерман був обраний в першому раунді під загальним 4-м номером  командою «Детройт Ред-Вінгс», пропустивши вперед Браяна Лаутона, Сільвена Туржона і Пета Лафонтена. Йому відразу ж вручили подарунок — інформаційний збірник з історії команди з іменами легенд клубу — Горді Хоу, Теда Ліндсея, Алекса Дельвеккіо, Террі Савчука.
«Я перегорнув його і миттєво зрозумів, що щасливий і гордий бути гравцем Детройта з його великими традиціями», — згадував Стів. Пізніше Джим Девельяно, в той час генеральний менеджер «Ред Вінгс», зізнався, що хотів вибрати Туржона або Лафонтена, але, на щастя для «Крил», Туржон і Лафонтен пішли під номерами 2 і 3 відповідно.

### 1980-і
5 жовтня 1983 року, в 18 років, Айзерман дебютував у Національній хокейній лізі. У цьому ж матчі, що закінчився з рахунком 6:6, він забив свій перший гол у професійній кар'єрі — у ворота Дага Соетерта, який захищав кольори «Вінніпег Джетс». Цей голкіпер також знаменитий тим, що 23 лютого 1985 його замінив у воротах «Монреаль Канадієнс» Патрік Руа, вперше відігравши матч НХЛ. Прийшовши до ліги, Айзерман одразу зарекомендував себе нападаючим яскраво вираженого атакувального плану.
У першому ж сезоні 1983/1984 Айзерман встановив клубний рекорд по голах (39) та очками (87) для новачків.
У середині сезону він потрапив на матч усіх зірок НХЛ, що зробило його наймолодшим гравцем в історії, який увійшов до збірної всіх зірок. Деякі спортивні видання називали його новачком року, але в голосуванні на Колдер Трофі він незначно поступився Тому Баррассо і був включений до складу Збірної всіх зірок новачків сезону. Завдяки своєму новачкові «Детройт» вперше за шість років зумів перервати свою невдалу серію і вийшов у плей-оф. У чотирьох матчах ігор «на виліт» Айзерман забив 3 голи і зробив стільки ж результативних передач.
У сезоні 1984/1985 Айзерман поділив друге місце у списку бомбардирів (89 очок), ставши з 59 передачами найкращим диспетчером в команді. «Детройт» знову потрапив в плей-оф, де Стів забив два голи у трьох іграх, але далі першого раунду команда пробитися не змогла. У наступному сезоні Стів зіграв лише 51 матч і набрав 42 очка через те, що зазнав перелому ключиці і вибув до кінця сезону. Без свого найкращого бомбардира «Ред Вінгс» залишилися за межею плей-оф.

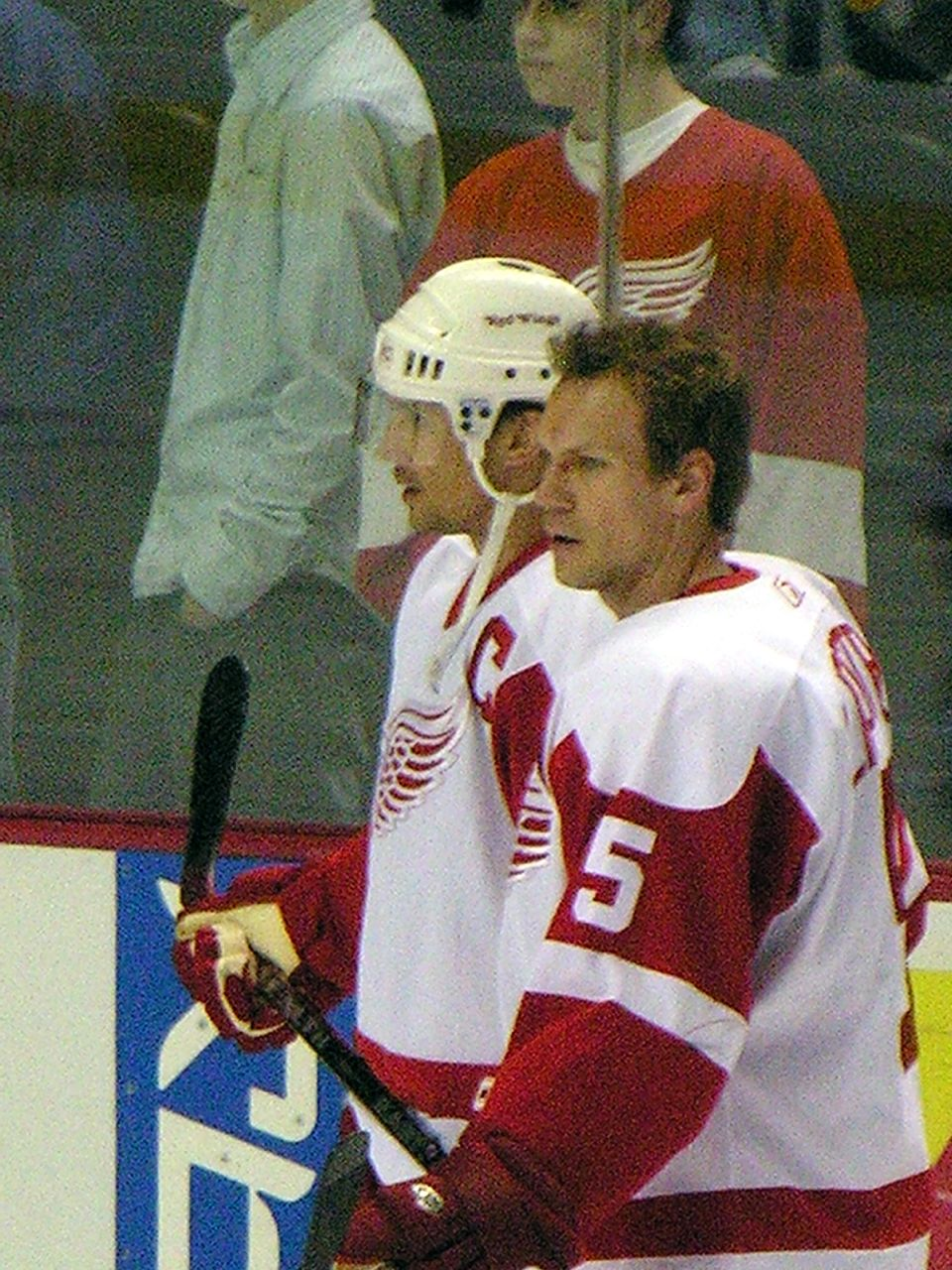
Айзерман (зліва) і Ніклас Лідстрем

Вперше Айзерман одягнув светра з буквою «C» в сезон 1986/1987 у віці 21 року, ставши наймолодшим капітаном в історії команди. Він продовжував лідирувати в «Детройті» за очками і передачам, а «Червоні Крила» завоювали друге місце у своєму дивізіоні, поліпшивши торішній показник на 38 очок і здобувши вдвічі більше перемог. У матчах плей-оф Стів набрав у 16 матчах 18 очок, а його команда дісталася до фіналу конференції Кемпбелла, де програла майбутньому переможцю Кубка Стенлі «Едмонтон Ойлерс».
Зігравши всього 64 гри в сезону 1987/1988, Стів став лідером у «Детройті» за всіма показниками (50 шайб, 52 передачі, 102 очки і +30). Його другий раз запросили на матч усіх зірок. А «Детройт» здобув перемогу у своєму дивізіоні, набравши 93 очки. Травма правого коліна не дозволила Айзерману закінчити сезон. Він зміг повернутися до фіналу конференції, де набрав чотири очки в трьох матчах.
У своєму шостому сезоні Айзерман встановив три рекорди клубу: по голах — 65, передачам — 90 і очкам — 155, які існують досі. За підсумками сезону хокеїст отримав Нагороду Лестера Пірсона, а також посів друге місце в «бомбардирських» номінаціях — Гарт Трофі і Арт Росс Трофі. «Детройт» вдруге поспіль виграв свій дивізіон. У плей-оф Стів забив 5 голів і набрав 10 очок в шести іграх.
До кінця сезону 1989/1990 Айзерман був лідером у «Крилах» відразу по семи категоріях: голам (62), передачам (65), очками (127), голам у більшості (16), в меншості (7), переможним голам (8) і кидків по воротах (332). У середині сезону було чергове запрошення на матч усіх зірок. Незважаючи на особисті заслуги гравця, «Детройт» вперше за 4 роки не потрапив в плей-оф.

### 1990-і
На початку 90-х «Ред Вінгс», у складі яких вже перебувало кілька талановитих хокеїстів, таких, як росіянин Сергій Федоров, кілька разів вигравали регулярний чемпіонат, але першої перемоги в Кубку Стенлі команда добилася лише в 1997 році. Це був перший за 42 роки виграш «Детройта».
До цього успіху Айзерман в 1990-х роках ще чотири рази брав участь у матчі всіх зірок НХЛ. 23 лютого 1993 року, в матчі проти «Баффало Сейбрс», він набрав своє 1000-е очко, ставши 37-м гравцем в історії НХЛ, що перейшли цей рубіж в регулярних чемпіонатах. Це трапилося в його 737-м за рахунком матчі. Раніше з гравців «Детройту» таке вдавалося тільки Горді Хоу і Алексу Дельвеккіо.
У сезоні 1993/1994 Стів пропустив 26 ігор через проблеми з хребет ом, але зумів забити 24 голи і набрати 82 очки. Після свого повернення він набирав очки в 11 іграх поспіль (27 грудня — 19 січня). Після закінчення сезону він переніс операцію на спині. У скороченому сезоні 1994/1995 Айзерман набрав 38 очок у 47 іграх і привів «Детройт» до Президентського кубку. У плей-оф «Детройт» вийшов у фінал Кубка Стенлі, де вони програли «Нью-Джерсі Девілс». Стів набрав 12 очок у 15 іграх.
У сезоні 1995/1996 Айзерман другий рік поспіль підняв над головою Президентський кубок. А «Детройт», вигравши в 62 матчах, встановив рекорд ліги за перемогами. Стів лідирував в команді по голах у більшості (16) і був номінований на Приз Френка Дж. Селкі. 17 січня він забив свій 500-й гол у кар'єрі, ставши 22-м гравцем в історії ліги, кому підкорилася ця позначка. Ворота «Евеланш» тоді захищав Патрік Руа. У плей-оф «Детройт» вийшов у фінал західної конференції, завдяки переможному голу Айзерман у другому овертаймі сьомої гри півфінальної серії проти «Сент-Луїса». У фіналі конференції «Детройт» зазнав поразки від «Колорадо», веденим Джо Сакіком, Патріком Руа і Петером Форсбергом. У 18 іграх Айзерман набрав 20 очок.
Скотті Боумен, головний тренер «Детройта», перед сезоном 1996/1997 вирішив змінити схему гри і зажадав від своїх гравців більшої універсалізації. Це стосувалося переважно форвардів, які повинні були більше відпрацьовувати в обороні. Серед них був і Стів Айзерман. Його результативність пішла на спад, зате він регулярно виходив в меншості, добре виконуючи захисні функції. Нагородою за завзятість став Кубок Стенлі. 7 червня 1997 року «Детройт» із рахунком 2:1 виграв четвертий матч фіналу плей-оф у «Філадельфії». Капітан Айзерман отримав срібну чашу з рук комісіонера НХЛ Гері Беттмена та скоїв коло пошани по «Джо Луїс Арені». 
У наступному році, як і в минулому, «Детройт» залишився на другому місці в дивізіоні, але знову виграв Кубок Стенлі. Айзерман віддавши 18 передач і набравши в підсумку 24 очки був визнаний найціннішим гравцем плей-оф і отримав Приз Конна Сміта. У сезоні 1998/1999 Стів набрав більше всіх очок в команді (74), а також посів перше місце в команді по забитих шайб у більшості (13). Незважаючи на запрошення, матч усіх зірок у цьому сезоні йому довелося пропустити через травму.
Наприкінці десятиліття Айзерман залишався лідером команди за очками (79) і голам у більшості (15). Він був обраний до першої команди всіх зірок за підсумками сезону, а також брав участь в своєму дев'ятому зоряному вікенді. 20 листопада 1999 року Стів набрав своє 1500 очко, 24-го грав у своїй 1200-ї гри в НХЛ, а 26-го забив 600-й гол за кар'єру. За підсумками сезону його визнали найкращим форвардом оборонного плану.

### 2000-і

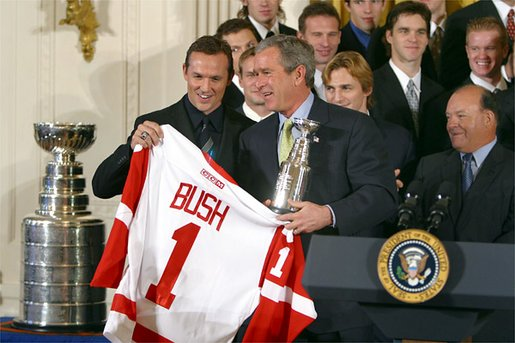
Стів Айзерман вручає президенту США Джорджу Бушу светр команди на церемонії вшанування «Детройта» після завоювання Кубка Стенлі 2002

У сезоні 2000-01, відігравши всього 54 гри, Айзерман забив 18 голів і набрав 52 очки. 26 січня він перемістився на шосте місце в списку бомбардирів всіх часів. 23 лютого Стів набрав 1600 очок за кар'єру. У першій же грі плей-оф Айзерман отримав травму. Можливо, це і стало причиною того, що «Детройт» програв у першому раунді.
Наступний сезон Айзерман знову не зміг відіграти повністю через проблеми з правим коліном. Однак в 52 іграх він віддав 35 результативних передач і набрав 48 очок. 20 січня у матчі проти «Оттави» він віддав свою 1000-у передачу. Пропустивши кінцівку сезону, повернувся Айзерман до початку ігор плей-оф і став одним з центральних гравців «Детройту», віддавши 17 передач і набравши 23 очки. Перемігши в п'яти матчах «Кароліну» Айзерман втретє у своїй кар'єрі виграв Кубок Стенлі. Це був останній сезон під керівництвом Скотті Боумена.
Останні три сезони травми переслідували Айзерман все більше. У сезоні 2002/2003 він відіграв всього 16 ігор, набравши в них 8 очок. У 2003/2004 Айзерман набрав 51 бал у 75 проведених матчах. В останньому своєму сезоні Стів був не результативним, віддавши 20 гольових передач і забивши 14 шайб.
У липні 2006 року Айзерман офіційно оголосив про завершення своєї професійної кар'єри.

## Міжнародна кар'єра
Граючи за збірну Канади, Айзерман в 1983 році завоював бронзові медалі на чемпіонаті світу серед молодіжних збірних. У 1985 і 1989 роках (вже на дорослих чемпіонатах) — срібло. На чемпіонаті світу 1990 року Стів був визнаний найкращим нападаючим турніру. У серпні 1984-го року він виграв золото на Кубку Канади, а в 1996 році отримав срібло. На зимових Олімпійських Іграх в Нагано у 1998 році набрав два очки. А через чотири роки, разом із збірною Канади, здобув перемогу в Солт-Лейк-Сіті.
Виступав за Канаду на турнірах:
- Чемпіонат світу серед молоді 1983 (бронза)
- Чемпіонат світу 1985 (срібло)
- Чемпіонат світу 1989 (срібло)
- Чемпіонат світу 1990
- Кубок Канади 1984 (чемпіони)
- Кубок Світу 1996 (срібло)
- Олімпійські ігри 1998
- Олімпійські ігри 2002 (золото)

## Поза льодом
Батьки Стіва — Рон і Джин. Він був третьою дитиною в сім'ї. У нього 4 брата — Майкл, Гері, Кріс і одна сестра — Роні-Джин. Айзерман одружений з Лізою Бреннан, від якої у нього троє дітей — Ізабелла, Марія та Софія. Улюбленим містом світу Стів називає Париж. Проживає в Бірмінгемі, штат Мічиган.
У вільний час любить пограти в гольф, улюблений телевізійний серіал — Клан Сопрано. Музична група — U2.
2 листопада 1996 року «Nepean Sportsplex's hockey rink» — арена, де починав грати Айзерман — була перейменована в «The Steve Yzerman Hockey Arena».

## Досягнення
- Найдовше перебування на посаді капітана команди НХЛ (з ігор і по сезонах)
- Фіналіст Кубка Світу 1996

## Нагороди
- Олімпійський чемпіон 2002 р.
- Переможець Кубка Канади 1984 р.

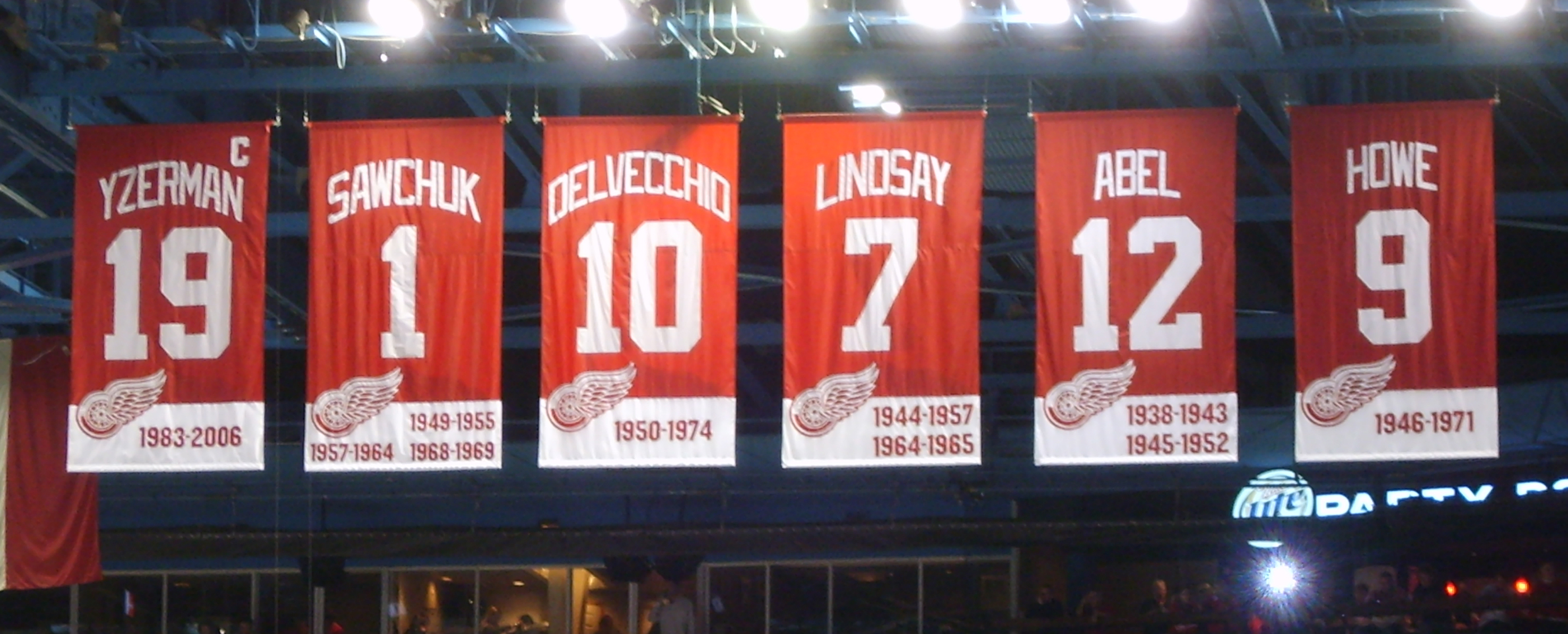
Светр з № 19, під яким грав Айзерман, вивішений на «Джо Луїс Арені»

- 3-разовий володар Кубка Стенлі: 1997, 1998, 2002
- 9 матчів всіх зірок: 1984, 1988-1993, 1997, 2000
- Володар призу Нагороди Лестера Пірсона: 1988-89
- Володар призу Конна Смайта: 1997-98
- Володар призу Приз Френка Дж. Селке: 1999-00
- Володар призу Приз Білла Мастертона: 2002-03
- Срібний призер чемпіонату світу: 1985, 1989
- Призи найкращому нападнику та найкращому бомбардирові чемпіонату світу 1990
- Член Залу хокейної слави в Торонто: 2009

## Статистика

### Клубні виступи
| Сезон        | Клуб                | Ліга         | Регулярний сезон | Регулярний сезон | Регулярний сезон | Регулярний сезон | Регулярний сезон | Плей-оф | Плей-оф | Плей-оф | Плей-оф | Плей-оф |
| Сезон        | Клуб                | Ліга         | І                | Г                | П                | О                | ШХ               | І       | Г       | П       | О       | ШХ      |
| ------------ | ------------------- | ------------ | ---------------- | ---------------- | ---------------- | ---------------- | ---------------- | ------- | ------- | ------- | ------- | ------- |
| 1980—1981    | «Непін Райдерс»     | ЦКХЛ         | 50               | 38               | 54               | 92               | 44               | —       | —       | —       | —       | —       |
| 1981—1982    | «Пітерборо Пітс»    | ОХЛ          | 58               | 21               | 43               | 64               | 65               | 6       | 0       | 1       | 1       | 16      |
| 1982—1983    | «Пітерборо Пітс»    | ОХЛ          | 56               | 42               | 49               | 91               | 65               | 4       | 1       | 4       | 5       | 0       |
| 1983—1984    | «Детройт Ред-Вінгс» | НХЛ          | 80               | 39               | 48               | 87               | 33               | 4       | 3       | 3       | 6       | 0       |
| 1984—1985    | «Детройт Ред-Вінгс» | НХЛ          | 80               | 30               | 59               | 89               | 58               | 3       | 2       | 1       | 3       | 2       |
| 1985—1986    | «Детройт Ред-Вінгс» | НХЛ          | 51               | 14               | 28               | 42               | 16               | —       | —       | —       | —       | —       |
| 1986—1987    | «Детройт Ред-Вінгс» | НХЛ          | 80               | 31               | 59               | 90               | 43               | 16      | 5       | 13      | 18      | 8       |
| 1987—1988    | «Детройт Ред-Вінгс» | НХЛ          | 64               | 50               | 52               | 102              | 44               | 3       | 1       | 3       | 4       | 6       |
| 1988—1989    | «Детройт Ред-Вінгс» | НХЛ          | 80               | 65               | 90               | 155              | 61               | 6       | 5       | 5       | 10      | 2       |
| 1989—1990    | «Детройт Ред-Вінгс» | НХЛ          | 79               | 62               | 65               | 127              | 79               | —       | —       | —       | —       | —       |
| 1990—1991    | «Детройт Ред-Вінгс» | НХЛ          | 80               | 51               | 57               | 108              | 34               | 7       | 3       | 3       | 6       | 4       |
| 1991—1992    | «Детройт Ред-Вінгс» | НХЛ          | 79               | 45               | 58               | 103              | 64               | 11      | 3       | 5       | 8       | 12      |
| 1992—1993    | «Детройт Ред-Вінгс» | НХЛ          | 84               | 58               | 79               | 137              | 44               | 7       | 4       | 3       | 7       | 4       |
| 1993—1994    | «Детройт Ред-Вінгс» | НХЛ          | 58               | 24               | 58               | 82               | 36               | 3       | 1       | 3       | 4       | 0       |
| 1994—1995    | «Детройт Ред-Вінгс» | НХЛ          | 47               | 12               | 26               | 38               | 40               | 15      | 4       | 8       | 12      | 0       |
| 1995—1996    | «Детройт Ред-Вінгс» | НХЛ          | 80               | 36               | 59               | 95               | 64               | 18      | 8       | 12      | 20      | 4       |
| 1996—1997    | «Детройт Ред-Вінгс» | НХЛ          | 81               | 22               | 63               | 85               | 78               | 20      | 7       | 6       | 13      | 4       |
| 1997—1998    | «Детройт Ред-Вінгс» | НХЛ          | 75               | 24               | 45               | 69               | 46               | 22      | 6       | 18      | 24      | 22      |
| 1998—1999    | «Детройт Ред-Вінгс» | НХЛ          | 80               | 29               | 45               | 74               | 42               | 10      | 9       | 4       | 13      | 0       |
| 1999—2000    | «Детройт Ред-Вінгс» | НХЛ          | 78               | 35               | 44               | 79               | 34               | 8       | 0       | 4       | 4       | 0       |
| 2000—2001    | «Детройт Ред-Вінгс» | НХЛ          | 54               | 18               | 34               | 52               | 18               | 1       | 0       | 0       | 0       | 0       |
| 2001—2002    | «Детройт Ред-Вінгс» | НХЛ          | 52               | 13               | 35               | 48               | 18               | 23      | 6       | 17      | 23      | 10      |
| 2002—2003    | «Детройт Ред-Вінгс» | НХЛ          | 16               | 2                | 6                | 8                | 8                | 4       | 0       | 1       | 1       | 2       |
| 2003—2004    | «Детройт Ред-Вінгс» | НХЛ          | 75               | 18               | 33               | 51               | 46               | 11      | 3       | 2       | 5       | 0       |
| 2005—2006    | «Детройт Ред-Вінгс» | НХЛ          | 61               | 14               | 20               | 34               | 18               | 4       | 0       | 4       | 4       | 4       |
| Усього в НХЛ | Усього в НХЛ        | Усього в НХЛ | 1514             | 692              | 1063             | 1755             | 924              | 196     | 70      | 115     | 185     | 84      |

### Збірна
| Рік                | Команда            | Турнір             | Місце              | І  | Г  | П  | О  | ШХ |
| ------------------ | ------------------ | ------------------ | ------------------ | -- | -- | -- | -- | -- |
| 1983               | Канада             | МЧС                | 3                  | 7  | 2  | 3  | 5  | 2  |
| 1984               | Канада             | КК                 | 1                  | 4  | 0  | 0  | 0  | 0  |
| 1985               | Канада             | ЧС                 | 2                  | 10 | 3  | 4  | 7  | 6  |
| 1989               | Канада             | ЧС                 | 2                  | 8  | 5  | 7  | 12 | 2  |
| 1990               | Канада             | ЧС                 | 4-е                | 10 | 9  | 10 | 19 | 8  |
| 1996               | Канада             | КС                 | 2                  | 6  | 2  | 1  | 3  | 0  |
| 1998               | Канада             | ОІ                 | 4-е                | 6  | 1  | 1  | 2  | 10 |
| 2002               | Канада             | ОІ                 | 1                  | 6  | 2  | 4  | 6  | 2  |
| Молодіжна збірна   | Молодіжна збірна   | Молодіжна збірна   | Молодіжна збірна   | 7  | 2  | 3  | 5  | 2  |
| Національна збірна | Національна збірна | Національна збірна | Національна збірна | 50 | 22 | 27 | 49 | 28 |